# Marans, Charente-Maritime
Marans är en stad och en kommun i västra Frankrike, belägen i departementet Charente-Maritime i regionen Nouvelle-Aquitaine.

## Läge
Marans ligger 20 km norr om La Rochelle som är huvudstad i Charente-Maritime. Staden ligger också 50 km norr om Rochefort och 90 km nordväst om Saintes, de två andra huvudorterna i Charente-Maritime.
Marans är den mer nordliga kommunen av Charente-Maritime och också den största kommunen till ytan.
Staden är belägen mitt i Marais poitevin, som är ett stort träsk med 120 000 hektar och ligger norr om Charente-Maritime. Marans är huvudort i den norra delen av Charente-Maritime.
Marans ligger vid floden Sèvre niortaise, som är 150 km lång. Sèvre niortaise utmynnar i Atlanten mittemot Ré-ön, Frankrikes tredje största ö. Vid mynningen är floden 1 km bred och en modern hängbro, Pont du Brault, byggdes över den år 1970.

## Näringsliv
En handelsplats mitt i Marais poitevin
I dag är staden framför allt en viktig handelsplats med flera köpcentrum och turismen har inneburit att finns det en marknad mitt i stadskärnan två gånger per vecka.
Den här orten är ett industrisamhälle med ett viktigt skeppsvarv, ett av de ledande i Frankrike inom produktion av turistbåtar, med kemisk industri, livsmedelsindustri, silor, o.s.v.
I början av 2000-talet blev Marans en turistort med sin turisthamn, sin restaurerade väderkvarn, Moulin de Beauregard, sin gamla stadskärna med två romanska kyrkor och sitt museum, Musée Cappon, som är välkänt för sina kollektioner av fin fajans i 1700- och 1800-talet.
Marans hamnstad
Från medeltiden till 1900-talet var Marans en livlig hamnstad. Hamnen exporterade spannmål som vete och korn och importerade koks från England och träd från Skandinavien. Hamnstaden Marans hade nämligen handel med Norge och Sverige fram till 1990-talet. Handelsfartygen levererade träd, framför allt tallar. En 9 km lång kanal som heter Canal maritime de Marans à la mer byggdes i början av 1900-talet för att underlätta navigeringen av handelsfartygen till hamnen.
I dag är det en turisthamn med omkring två hundra fritidsbåtar och segelbåtar.

## Befolkning
Marans är en liten stad med ungefär 4 700 invånare och hamnar på tjugonde plats i departementet Charente-Maritime. År 1946 hade orten omkring 3 400 invånare och ungefär 4 000 år 1975.
Dess invånare kallas på franska Marandaises (f) och Marandais (m).